# Періодизація української літератури
Періодизація української літератури — це поділ на періоди історії української літератури. За різними авторами (Д. Чижевський, І. Франко) періодизація подається по-різному. Загальноприйнятим є поділ історії української літератури на три періоди: давня (до кінця XVIII ст.), нова (XIX—початок XX ст.) та новітня (1917—дотепер).

## Періодизація за різними авторами
Різні українські автори та дослідники подавали періодизацію української літератури по-різному. Спосіб подання періодизації залежав від їхніх підходів та методології до вивчення історії української літератури.

### Періодизація за С. Єфремовим
Поділ на періоди історії розвитку української літератури за Сергієм Єфремовим подано у його праці «Історія українського письменства», опублікованій уперше в 1911 році. Сергій Єфремов наводить соціологічну періодизацію, яка ґрунтується на періодах історії України:
- І. Доба національно-державної самостійності до з'єднання з Литвою й Польщею (кін. XIV ст.);
- ІІ. Доба національно-державної залежності, але з повсякчасними спробами вернути втрачену волю (кін. XIV — кін. XVIII ст.);
- ІІІ. Доба національного відродження (кін. XVIII — XX ст.).

Подібна концепція згодом використовувалася у радянському літературознавстві.

### Періодизація за Д. Чижевським
Підхід до поділу історії української літератури на періоди авторства Дмитра Чижевського є естетичним. Цю концепцію описано у праці «Історія української літератури»; згідно з нею, історія української літератури поділяється на дев'ять періодів:
- І. Доба монументального стилю — XI ст.
- II. Доба орнаментального стилю — XII-XIII ст.
- III. Переходова доба — XIV-XV ст. (від цього часу залишилося надто мало пам'яток, які, до того, є великою мірою компілятивними творами або творами, що стоять на окраї літератури).
- IV. Ренесанс та Реформація — кінець XVI ст.
- V. Бароко — XVII-XVIII ст.
- VI. Класицизм — кінець XVIII ст. — 40-ві роки XIX ст.
- VII. Романтика — кінець 20-х років — початок 60-х років XIX ст.
- VIII. Реалізм — від 60-х років XIX ст. Представники цієї течії працювали безперервно аж до революції.
- IX. Символізм — початок XX ст.

### Періодизація за І. Франком
Іван Франко вивів свою концепцію періодизації історії української літератури на засадах культурно-історичної школи (повнота та різносторонність, твори як документи духовного життя певної епохи). Ним було введено узагальнену концепцію періодизації української літератури. Іван Франко виділив три епохи:
- I. Староруська (XI—XV ст.);
- II. Середньоруська (XVI—XVIII ст.);
- III. Новочасна (XIX ст.).

### Періодизація за М. Возняком
Періодизація історії української літератури за Михайлом Возняком схожа на підхід Івана Франка. Михайло Возняк виділив такі періоди:
- Давній;
- Середній;
- Новий.

## Сучасна періодизація історії української літератури
Згідно з «Літературознавчою енциклопедією» (2007), сучасний підхід до періодизації історії української літератури є апробований Інститутом літератури імені Тараса Шевченка НАН України. Цей підхід поділяє історію української літератури на такі три періоди
- Давня українська література (IX — кінець XVIII століття);
- Нова українська література (кінець XVIII — XIX століття);
- Новітня українська література (XX — початок XXI століття).

До давньої української літератури належать твори, написані у період від виникнення Київської Русі до кінця XVIII століття. Це руські літописи, полемічна література, козацькі літописи та інші твори, зокрема Григорія Сковороди.
Нова українська література починається наприкінці XVIII століття з опублікуванням «Енеїди» І. Котляревського. До цього періоду належать твори всіх українських письменників та поетів до XX століття: твори Т. Шевченка, Лесі Українки, І. Франка, Панаса Мирного, Марка Вовчка та інших.
До Новітньої української літератури належать твори українських письменників XX — початку XXI століття: твори Володимира Сосюри, Василя Стуса, Михайля Семенка та інших, зокрема сучасних авторів: Ліни Костенко, Володимира Даниленка, Анатолія Дністрового, Сергія Жадана, Ірени Карпи, Любка Дереша, Андрія Любки тощо.